# Манадо
Мана́до (индон. Manado) — столица индонезийской провинции Северный Сулавеси, торговый центр сельскохозяйственного и рыболовецкого района, известный центр дайвинга. Город расположен в гористой местности на берегу одноимённой бухты, имеет в своём составе 9 районов.

## Экономика
В окрестностях Манадо выращиваются гвоздика, кофе, кокосовые пальмы. Имеются предприятия по переработке сельхозпродукции, организован экспорт кофе, сахарного тростника, мускатного ореха, ценных пород древесины. Развиты лесоразработки, рыболовство, гончарное производство. Работает международный аэропорт, средние и высшие учебные заведения.

## История
Голландская Ост-Индская компания построила здесь укрепление под названием Форт Амстердам в 1658 году. В последующем Манадо, как и другие восточные регионы Индонезии, подвергся христианизации. До сих пор в городе стоит церковь Gereja Sentrum (первоначально называлась Oude Kerk), построенная ещё первыми голландскими миссионерами.
В 1830 году правительство Нидерландов сослало сюда яванского принца Дипонегоро, устроившего мятеж с целью отстаивания независимости от голландцев.
В 1919 году в городе основывается Апостольская префектура Сулавеси. В 1961 году она преобразовывается в епархию Манадо.
В 1958 году город подвергся бомбардировке со стороны правительственных войск. После того, как повстанческое движение Перместа (en:Permesta), требовавшее от властей проведения политических и экономических реформ, обосновалось со штаб-квартирой в этом городе, Джакарта в феврале одобрила бомбардировку Манадо. А в июне того же года в город вошли войска индонезийской армии.
11—15 мая 2009 года здесь проходила Международная конференция по проблемам мирового океана, в которой приняли участие представители 121 государства. Основной темой для обсуждений стала оценка роли мирового океана в глобальном изменении климата.
8-15 января 2012 года Манадо принял Туристический форум стран Юго-Восточной Азии. Мероприятие собрало более 1600 делегатов (работников сферы туризма, отраслевых министров различных стран, а также журналистов).

## Достопримечательности
В наибольшей степени в Манадо развит экотуризм. С 1991 года здесь работает Национальный морской парк Бунакен-Манадо Туа, первый своего рода в Индонезии. Это место привлекает многочисленных дайверов своими коралловыми стенами и богатой подводной фауной. Стоить отметить, что здесь были найдены рыбы латимерии, которые считаются живым ископаемым. Для пеших туристов интерес представят окрестности вулканов Локон и Минхасу на юге от Манадо. К востоку расположился природный заповедник Тангкоко, где можно увидеть самых маленьких приматов в мире, носорогов, оленей и других представителей дикой природы.
На острове Бунакен, входящем в состав города, есть место для дайвинга и морской парк.

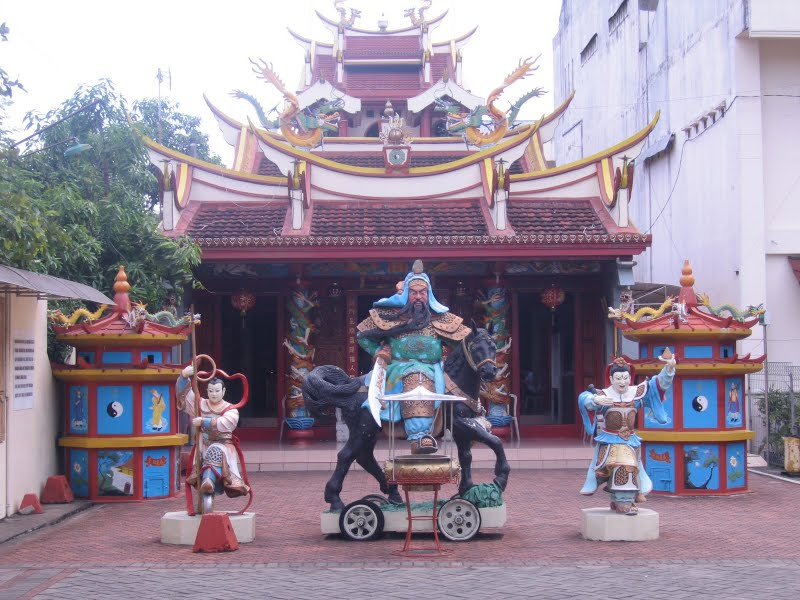
Китайский храм

## Города-побратимы
- Давао, Филиппины
- Замбоанга, Филиппины